# جوني مارتن (لاعب كريكت)
جوني مارتن (28 يوليو 1931 في أستراليا - 15 يوليو 1992) (بالإنجليزية: Johnny Martin)‏ هو لاعب كريكت أسترالي. شارك مع منتخب أستراليا الوطني للكريكت.

## وصلات خارجية
- جوني مارتن على موقع إي آس بي آن كريك إنفو (الإنجليزية)